# Sterrhoptilus nigrocapitatus
Sterrhoptilus nigrocapitatus là một loài chim trong họ Zosteropidae.